# Stachys germanica
Espèce
Classification phylogénétique
Stachys germanica, l'Épiaire blanche, Épiaire d'Allemagne ou Sauge molle, est une espèce de plantes à fleurs de la famille des Lamiacées. C'est une plante herbacée originaire d'Europe, d'Afrique du Nord et d'Asie.

## Description
Haute de 40 à 80 cm, c'est une plante vivace ou bisannuelle, densément velue, soyeuse-blanchâtre, aux tiges laineuses, dressées ; ses feuilles sont blanc-verdâtre, ridées, aux nervures en réseau, régulièrement crénelées, les inférieures ovales-oblongues, les supérieures lancéolées. La plante est inodore (ou presque) au froissement.
Les fleurs sont roses, disposées en verticilles rapprochés, les inférieurs seuls sont écartés (photo) ; le calice est très laineux, à dents inégales, triangulaires, 3 fois plus courtes que le tube ; la corolle présente un tube de la même longueur que le calice, la lèvre supérieure laineuse de la corolle émerge. Floraison de juin à septembre selon les régions.

## Habitat
Lieux incultes, surtout calcaires, ensoleillés, dans presque toute la France et en Corse.

## Distribution
On la trouve en Europe centrale et méridionale, dans le Caucase, aux îles Canaries, en Asie occidentale et au Maroc.

## Statut de protection
Elle est signalée très rare et en régression dans le sud de la Belgique. Au Royaume-Uni, elle est rare, intégralement protégée et atteint sa limite nord de dispersion.

## Taxinomie
Plusieurs sous-espèces sont décrites :
- Stachys germanica subsp. albereana
- Stachys germanica subsp. bithynica
- Stachys germanica subsp. cordigera
- Stachys germanica subsp. dasyanthes
- Stachys germanica subsp. germanica
- Stachys germanica subsp. heldreichii
- Stachys germanica subsp. lusitanica
- Stachys germanica subsp. velezensis

## Espèce proche
- Stachys byzantina, l'épiaire de Byzance ou épiaire laineuse, plus intensément blanche, est cultivée en France à titre ornemental.